# Modelagem comportamental
A abordagem comportamental da teoria de sistemas e teoria de controle foi iniciada no final da década de 1970 por J. C. Willems como resultado da resolução de inconsistências presentes em abordagens clássicas baseadas em espaço de estados, função de transferência e representações de convolução. Essa abordagem também é motivada pelo objetivo de obter uma estrutura geral para análise e controle de sistemas que respeite a física subjacente.
O objeto principal no cenário comportamental é o comportamento – o conjunto de todos os sinais compatíveis com o sistema. Uma característica importante da abordagem comportamental é que ela não distingue uma prioridade entre as variáveis de entrada e de saída. Além de colocar a teoria e controle de sistemas em bases rigorosas, a abordagem comportamental unificou as abordagens existentes e trouxe novos resultados sobre controlabilidade para sistemas nD, controle via interconexão, e identificação de sistemas.